# Větrný zámek
Větrný zámek (též Havraní zámek) je nedostavěná vila na vrchu Křemešník, stojící v blízkosti poutního kostela Nejsvětější Trojice.

## Historie
Město Pelhřimov přenechalo v roce 1929 stavební parcelu akademickému sochaři a medailérovi Josefu Šejnostovi, který se narodil v nedalekém Těšenově a měl ateliér v Praze. V roce 1930 začala na Křemešníku výstavba romantické vily podle projektu Kamila Hilberta, jenž se podílel na dostavbě chrámu sv. Víta na Pražském hradě. Šejnost zde pobýval se svou rodinou a plánoval tu vybudovat také muzeum medailí. V roce 1934 však byla stavba pozastavena a k obnovení již nedošlo. V roce 1941 Josef Šejnost zemřel a vilu převzal jeho syn, sochař Zdeněk Šejnost. V roce 2011 prošel zámek kompletní rekonstrukcí a bylo zde opět plánováno muzeum.

## Popis
Předobrazem pro vilu měl být středověký opevněný hrad s dvojicí věží v rozích areálu. Na vnitřní straně spojovací zdi prochází krytý betonový ochoz. Pod ochozem se pak nachází další chodba, jejíž přítomnost prozrazují drobná okénka. Celý areál doplňují sochy havranů od Josefa Šejnosta. Podrobnosti se nám dochovaly v jeho vzpomínkách. V severní věži se nachází místnost o délce 290 cm a šířce 240 cm. V jižní věži se v přízemí nachází kuchyň o délce 260 cm a šířce 240 cm. V patře je pak stejně velká místnost. V jedné z místností dosud stojí původní kamna, jejichž autorem byl sám Šejnost.

## Galerie

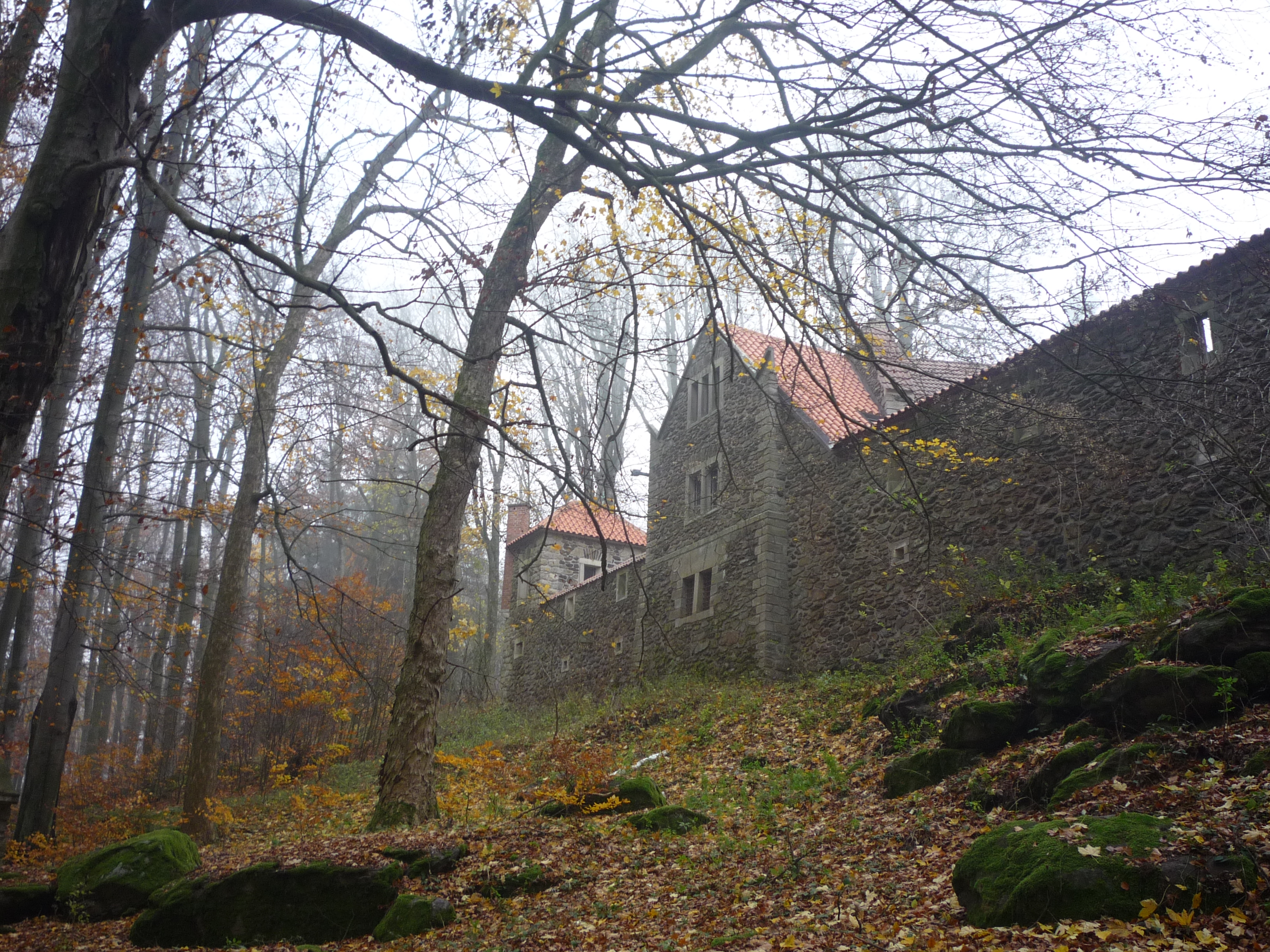
pohled na obytnou část z údolní strany
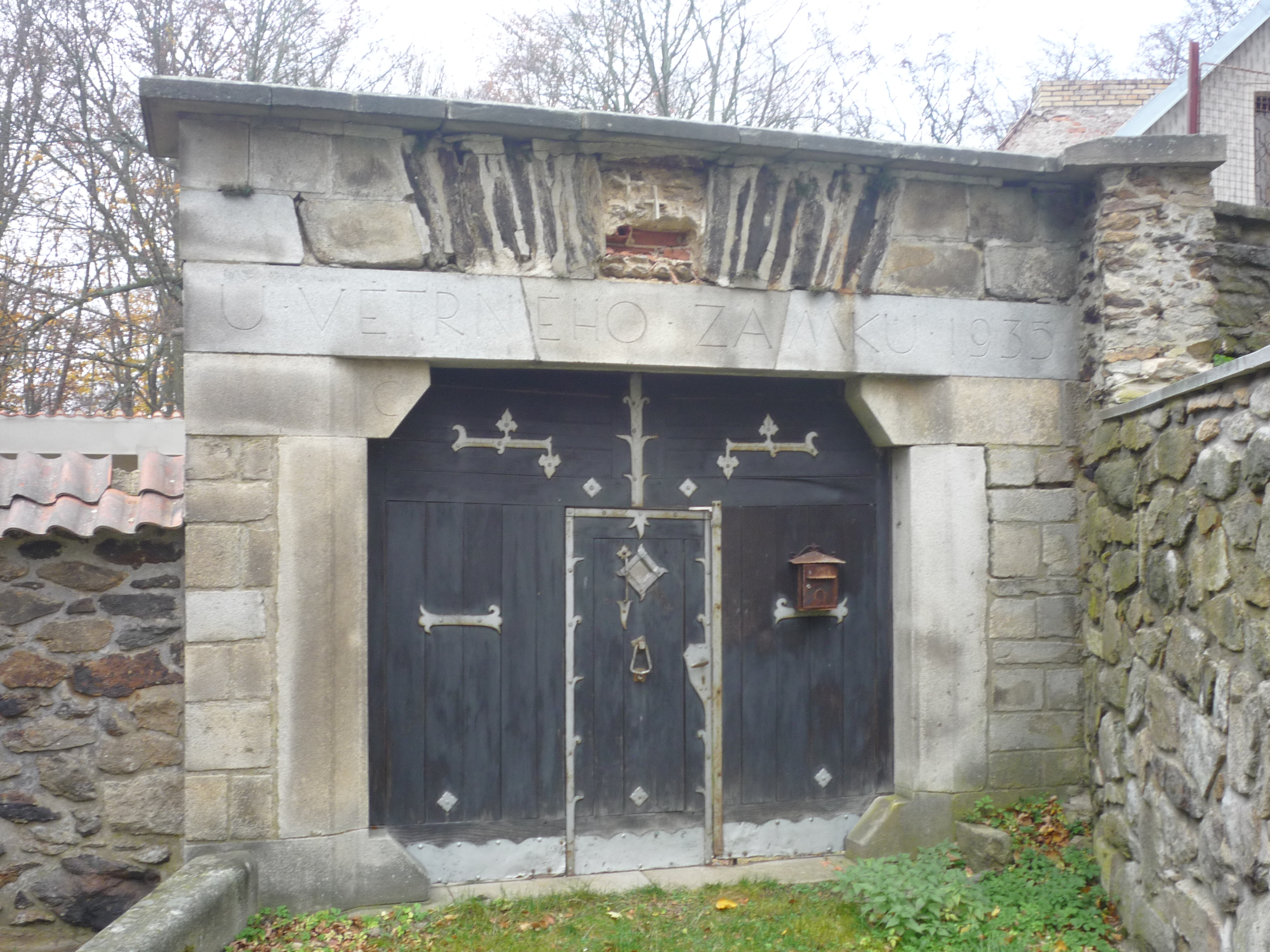
vstupní brána (text: U VĚTRNÉHO ZÁMKU 1935)
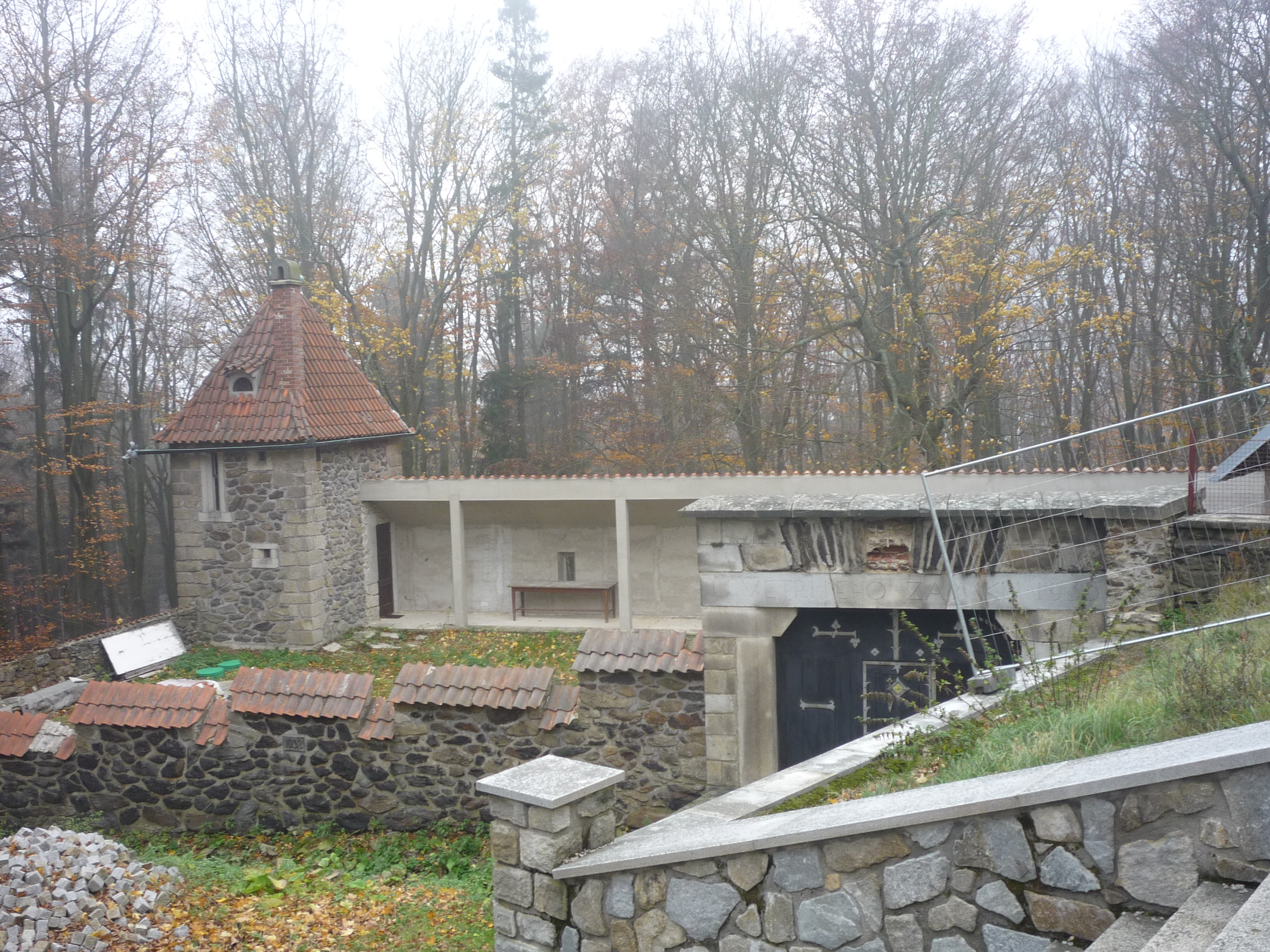
pohled na zahradu přes bránu
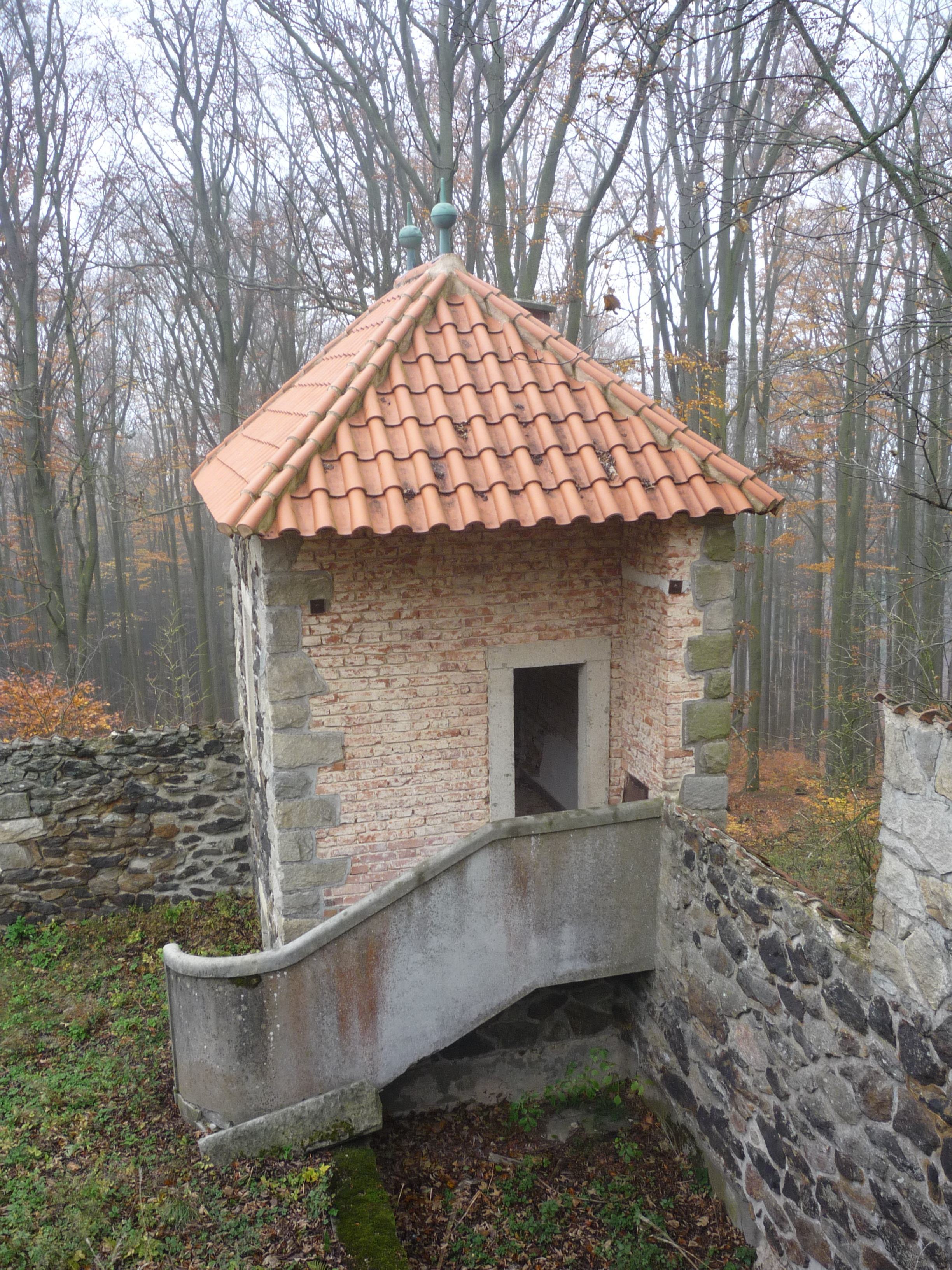
věž v rohu zahrady
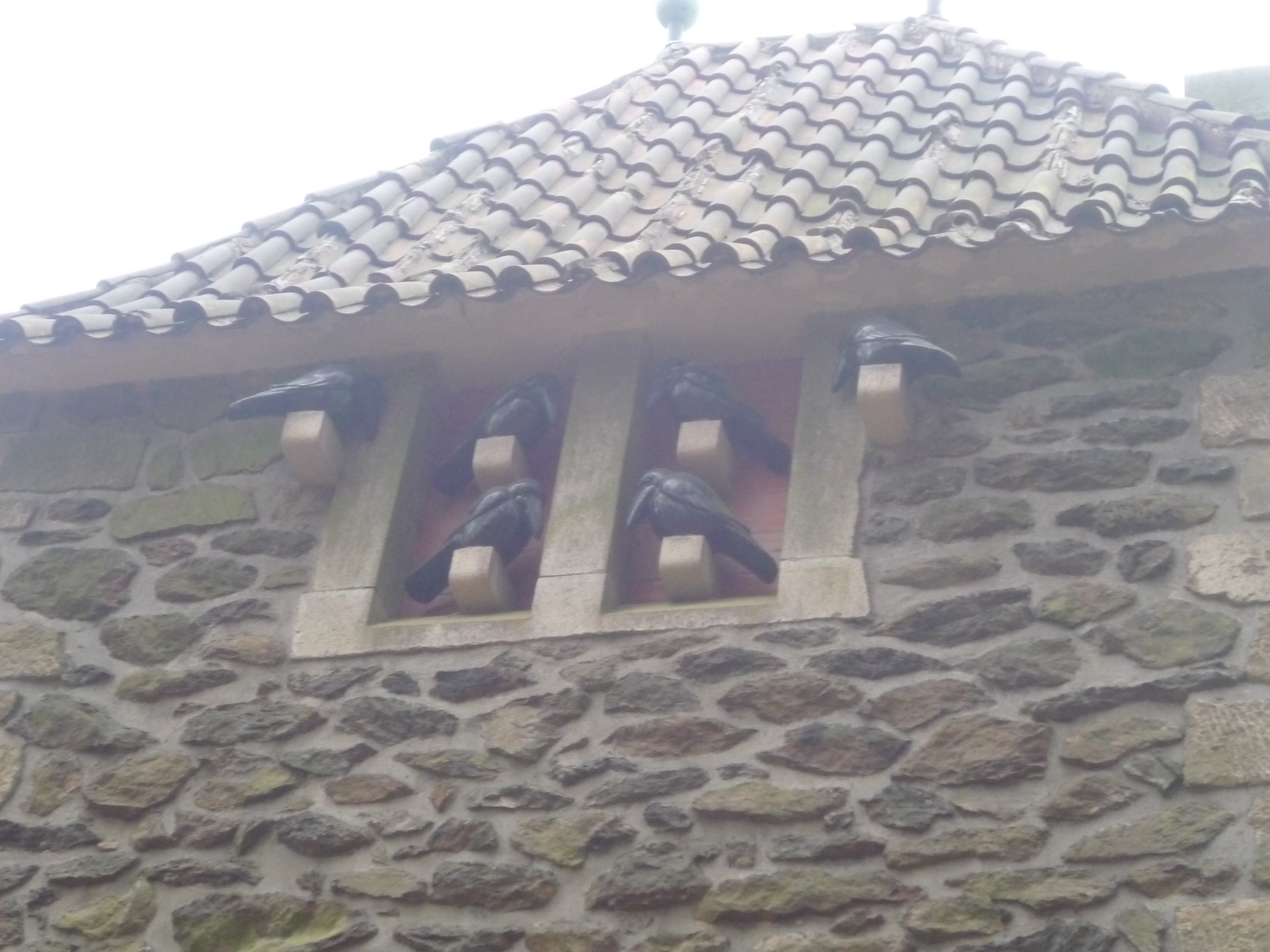
havrani na věži od J. Šejnosta
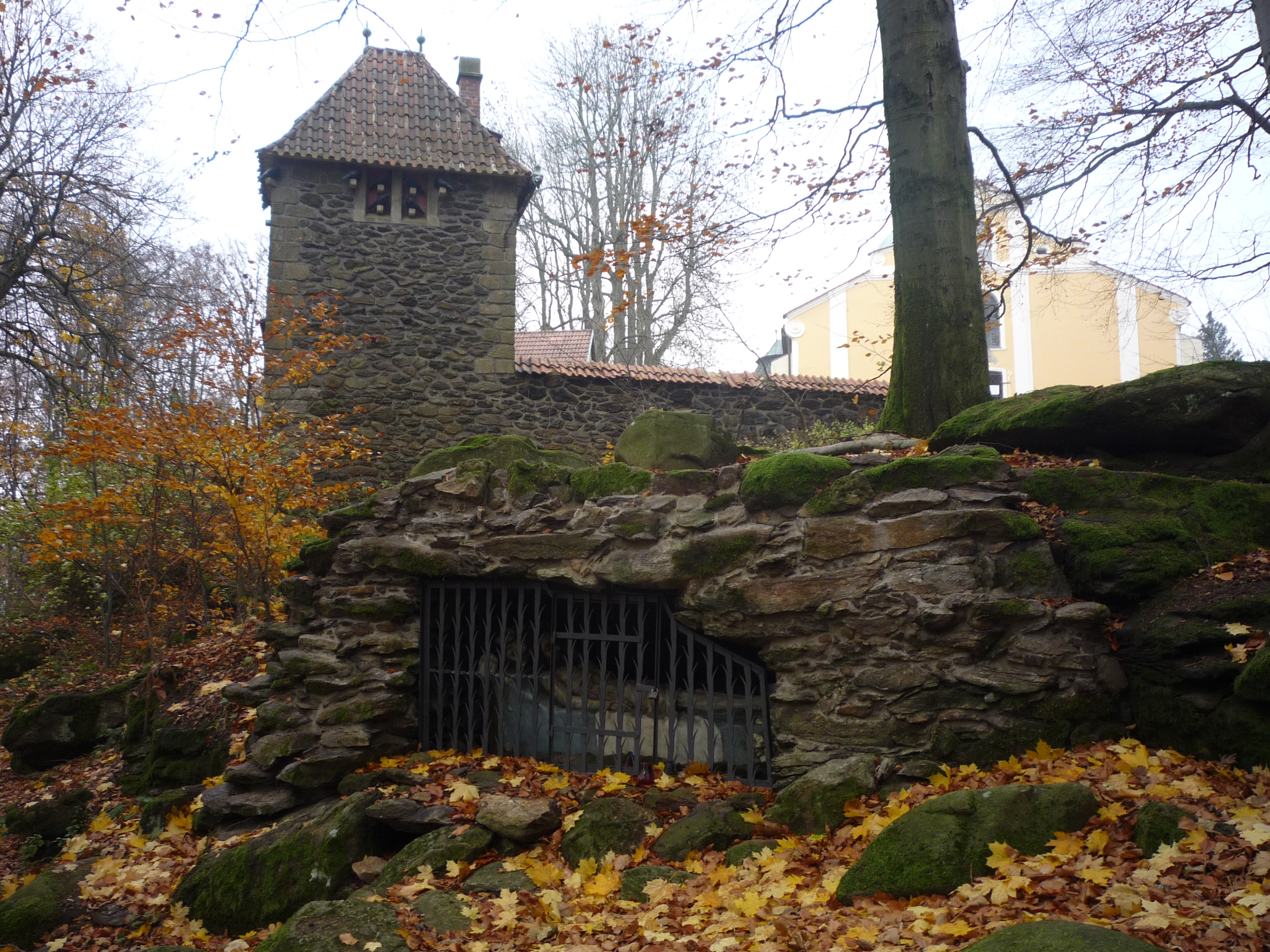
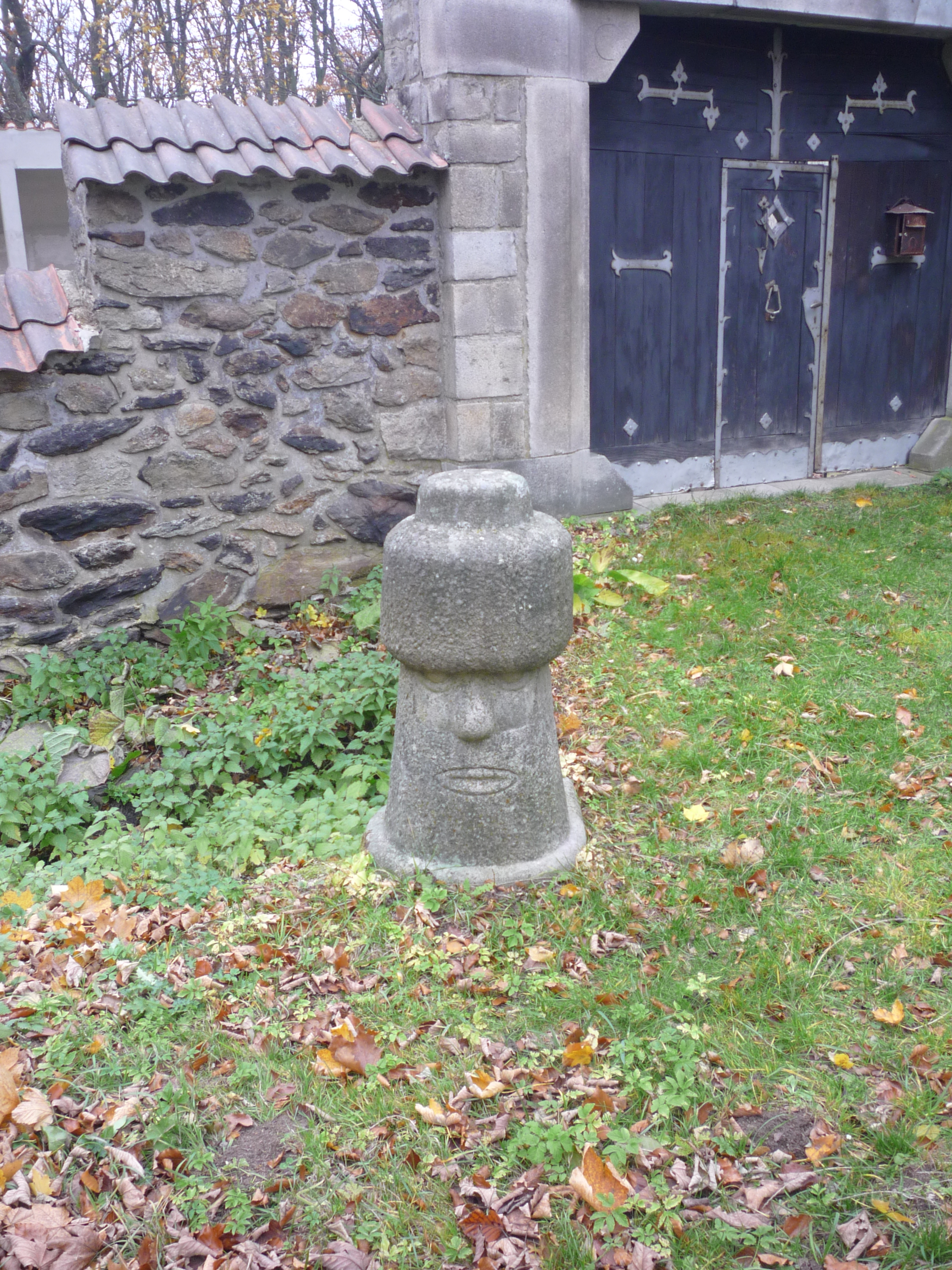